# Spirit of the Boogie
Spirit of the Boogie  è l'ottavo album dei Kool & the Gang, uscito nel 1975.

## Tracce
1. Spirit of the Boogie (Bayyan/Boyce/Kool & the Gang) - 4:52
2. Ride the Rhythm (Bayyan/Kool & the Gang) - 2:55
3. Jungle Jazz (Bayyan/Kool & the Gang) - 4:43
4. Sunshine and Love (Bayyan/Kool & the Gang) - 3:46
5. Ancestral Ceremony (Bayyan/Kool & the Gang) - 3:39
6. Mother Earth (Bayyan/Brown/Kool & the Gang) - 5:38
7. Winter Sadness (Bayyan/Kool & the Gang/Smith) - 5:04
8. Caribbean Festival (Bayyan/Kool & the Gang) - 9:26

## Formazione

### Gruppo
- Ronald Bell – arrangiamenti, voce (traccia 1), pianoforte acustico (tracce 1, 2, 5, 7, 8), clavinet (traccia 1), sintetizzatore basso (traccia 1), sassofono tenore (tracce 1, 2, 3, 5, 6, 8), percussioni (tracce 2, 3, 5, 6), sintetizzatore ARP (tracce 5, 7, 8), kalimba (traccia 5), flauto contralto (traccia 7)
- Ricky West – voce (tracce 1, 2, 5), clavinet (tracce 2, 3, 5), pianoforte acustico (traccia 6), sintetizzatore Moog (traccia 6)
- Claydes Smith – chitarra (tracce 1, 2, 3, 6, 7, 8), arrangiamenti (traccia 8)
- Kevin Bell – chitarra (tracce 2, 6), arrangiamenti (traccia 8)
- Robert Kool Bell – basso (tracce 1-8), voce (traccia 1), arrangiamenti (traccia 8)
- George Funky Brown – batteria (tracce 1-8), voce (tracce 1, 2, 6), percussioni (tracce 3, 5, 6), pianoforte acustico (traccia 6), arrangiamenti (tracce 6, 8)
- Dennis D.T. Thomas – sassofono contralto (tracce 1, 2, 3, 6), voce (tracce 1, 2, 5, 7), flauto (tracce 3), percussioni (tracce 3, 8), arrangiamenti (traccia 8)
- Otha Nash – trombone (tracce 1, 2, 3, 6, 8), voce (tracce 1, 2, 3, 6), arrangiamenti (traccia 8)
- Robert Spike Mickens – tromba (tracce 1, 2, 3, 5, 6, 8), voce (tracce 1, 2), percussioni (tracce 2, 3, 5, 8), arrangiamenti (traccia 8)

#### Altri musicisti
- Don Boyce – voce (traccia 1)
- Something Sweet – cori (tracce 5, 6)